# Pace di Demade
La pace di Demade (338 a.C.) è stata il trattato di pace che ha posto fine alla quarta guerra sacra, combattuta tra Filippo II di Macedonia e Atene. La pace venne così chiamata per l'opera dell'oratore ateniese Demade, colui che trattò con Filippo II. Alla pace di Demade seguì, nel 337 a.C., la creazione della lega di Corinto, un'alleanza panellenica che univa tutte le città greche (ad eccezione di Sparta) sotto il comando di Filippo.
Demade, imprigionato da Filippo II di Macedonia nella battaglia di Cheronea, riuscì a rendersi amico il re macedone, che lo liberò e gli tributò grandi onori. L'oratore ateniese, diventato di orientamento filomacedone, propose all'assemblea ateniese una vantaggiosa pace tra il re di Macedonia, che venne accettata con un ampio consenso.
Pochi anni dopo Demostene espresse la sua contrarietà a questa decisione nella sua orazione Sulla corona.

## Condizioni
Le condizioni della pace erano inaspettatamente miti per Atene: è possibile che il re macedone temesse che, a causa delle misure straordinarie prese da Demostene e Iperide, l'assedio della città di Atene potesse essere molto lungo e dispendioso.
Filippo II:
- riconsegnò i prigionieri ateniesi (2000 secondo Pausania il Periegeta[5]), gran parte di essi completamente vestiti secondo Polibio,[6] senza chiedere alcun riscatto,[1][6][7] e fece raccogliere le ossa dei caduti,[6][7] rimandandole poi agli Ateniesi per mezzo di alcuni dignitari macedoni tra cui Antipatro, Alcimaco e suo figlio Alessandro;[2][4][6][7]
- promise di non varcare mai i confini dell'Attica[4] e di non inviare navi al Pireo;[2]
- non impose guarnigioni ad Atene e non ne alterò il regime democratico;[4]
- sottrasse ai Tebani l'Oropia e la cedette ad Atene;[4]
- lasciò che Atene mantenesse le cleruchie di Samo, Lemno, Imbro e Sciro e l'amministrazione del santuario di Apollo a Delo.[4]

Atene dovette sciogliere formalmente la sua lega marittima e rinunciare in favore di Filippo II al Chersoneso Tracico.